# Коль Йосип Якович
Йо́сип Я́кович Ко́ль (нар. 1860, село Добромержіце, район Лоуни, Устецький край, Чехія — † ?) — відомий київський музикант чеського походження, військовий капельмейстер, композитор, педагог, музичний літератор, викладач Музично-драматичної школи Миколи Лисенка в перші роки її діяльності.

## Життєпис
1887—1895 — викладач музики в Чернігівській гімназії.
1898—1904 — викладач Київського реального училища.
До 1900 — капельмейстер 129-го піхотного Бессарабського полку в Києві (за російськими даними), Вологодського і, пізніше, Херсонського полків (за чеськими даними).
1903 — керівник оркестру в театрі «Соловцов».
Викладав гру на духових інструментах у Музично-драматичній школі М. Лисенка в перші роки її утворення.
1909—1917 — вчитель музики в Першій Київській чоловічій гімназії.
1905—1911 (можливо і пізніше) викладач музики в Київському військовому училищі та (за чеськими даними) в духовній семінарії.
Також працював диригентом аматорського оркестру залізничників.
Автор опери «Злата Єва», оркестрових мініатюр, музичний літератор.
У Петербурзі видавництво Циммермана надрукувало його «Руководство к подстройке инструментов духового оркестра» (1905).
В Україні жив і працював 35 років.